# شبكة التهريب النازي
شبكات التهريب النازية هي قنوات التسلل التي استخدمها النازيون والفاشيون والأوستاشي الهاربون من أوروبا في نهاية الحرب العالمية الثانية. أدت هذه المسارات بشكل أساسي إلى ملاذات آمنة تقع في أمريكا اللاتينية، ولا سيما الأرجنتين وباراغواي والبرازيل وتشيلي وأيضًا في الشرق الأوسط، لا سيما في مصر وسوريا. قد تضمنت الوجهات الأخرى الولايات المتحدة وكندا. أدولف أيخمان، يوزيف منغيلة، أو أنتي بافليتش هم من بين مجرمي الحرب النازيين الرئيسيين الذين استخدموا هذه القنوات.
تدين سلالات الهاربين بجزء من سمعتها السيئة إلى الرواية التي نشرها الروائي فريدريك فورسيث باسم ملف أوديسا . الواقع هو أكثر واقعية وأكثر تعقيدًا: لعبت الحكومات والمؤسسات الدولية دورًا أهم من المنظمات السرية.

## المغازل الرومانية

### أول عمليات التهريب: الويس هدال
المطران النمسا الكاثوليكي ألويس هودال، عميد كوليجيو تيوتونيكو دي سانتا ماريا ديلأنيما في روما، وهو معهد للكهنة النمساويين والألمان، هو المدير الروحي للناطقين باللغة الألمانية المقيمين في إيطاليا. يشتهر بعض المؤرخين بتعزيز التوليف بين الكاثوليكية ونازية، ويتهمه بأنه كان عميلًا استخباراتيًا نازيًة يتسلل إلى الكرسي الرسولي. بعد انتهاء الحرب في إيطاليا، أصبح هودال ناشطًا في وزارة أسرى الحرب والمعتقلين الناطقين بالألمانية المحتجزين في معسكرات في إيطاليا. في دييسمبر 1944، تلقت أمانة دولة الفاتيكان الإذن بتعيين ممثل في «زيارة المعتقلين المدنيين الناطقين بالألمانية في إيطاليا، «الموكلة إلى هودال.

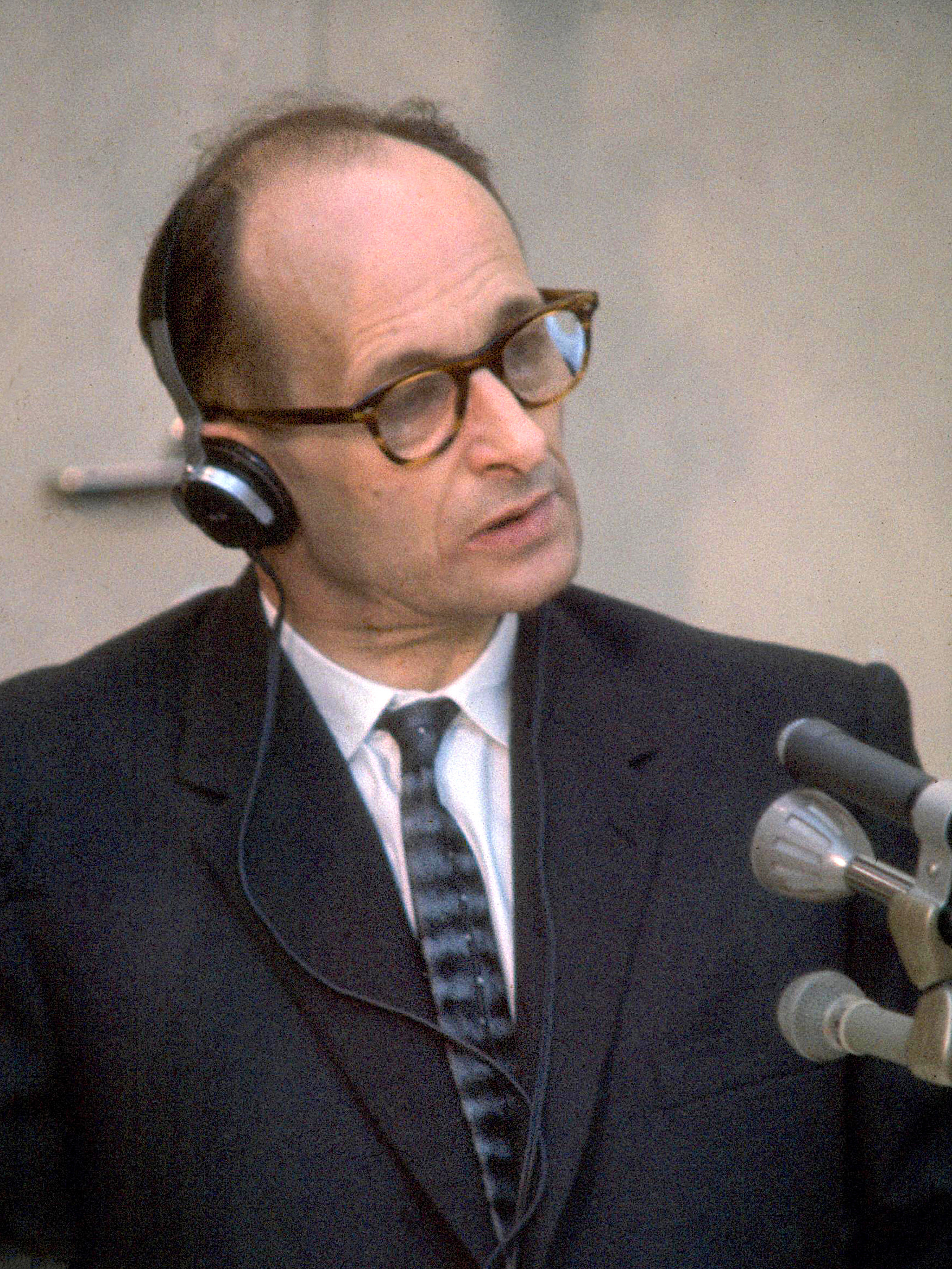
أدولف أيخمان ، هنا أثناء محاكمته عام 1961 ، يستفيد من شبكة هودال للتسلل إلى الأرجنتين.

ثم يستخدم هودال هذا الموقف لمساعدة مجرمي الحرب النازيين على الفرار. : من بين هؤلاء، فرانز ستانجل، قائد معسكرتريبلينكا، وغوستاف فاغنر، قائد معسكر الإباداة سوبيبور، وألويس برونر، المسؤول عن معسكر اعتقال درانسي بالقرب من باريس والمسؤول عن عمليات الترحيل في سلوفاكيا إلى معسكرات الاعتقال الألمانية، وأدولف أيشمان  - حقيقة أنه سيفتحها لاحقًا دون أن يظهر الندم. وبعض هؤلاء المطلوبين محتجزون في معسكرات اعتقال؛ خالية من أوراق الهوية، وغالبًا ما يتم إدراجهم في سجلات المعسكر بأسماء مستعارة. كان نازيون آخرون يختبئون في إيطاليا واقتربوا من هودال عندما أصبح دوره في مساعدة الهاربين معروفًا في المجتمعات النازية يكتب هديل في مذكراته عن أفعاله: «أشكر الله أنه سمح لي بزيارة وتعزية العديد من الضحايا في سجونهم ومعسكرات الاعتقال وساعدهم على الهروب بأوراق ثبوتية مزورة. ». يشرح أيضًا أنه في عينية، لم تكن حرب الحلفاء ضد ألمانيا حربًا صليبية، بل كانت التنافس بين المجمعات الاقتصادية التي قاتلوا من أجل انتصارهم.استخدمت هذه الأعمال المزعومة شعارات مثل الديمقراطية والعرق والحرب الدينية والمسيحية كطعم للجماهير كانت كل هذه التجارب هي السبب في أنني شعرت أنه من واجبي بعد عام 1945 توجيه عملي الخيري بشكل أكثر تحديدا تجاه من يسمون بمرمي الحرب.

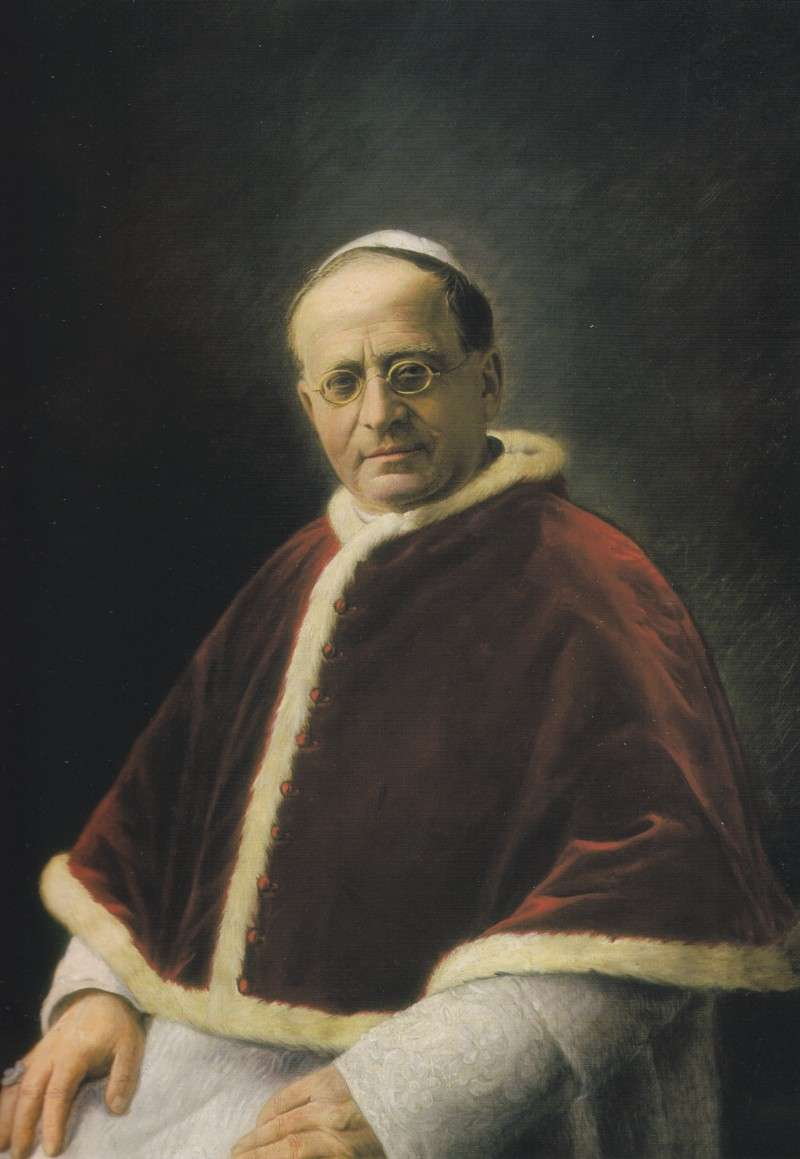
كانت العلاقات بين ألويس هودال وبيوس الحادي عشر ثم خليفته سيئة: تسببت مواقفه في تهميشه منذ عام 1937 ، وهو عام نشر كل من بيانه وإدانة البابا للنازية ، ميت برينندر سورج.

لكن العلاقات بين الهدال والفاتيكان ليست جيدة. : عندما نشر عام 1937 مقالته بعنوان «أسس الاشتراكية القومية»  ، أدركت سلطات الكنيسة انحرافه الجذري عن الخط العقائدي والسياسي الرسمي. في الواقع، يشكك هودل هناك علانية في موقف البابا بيوس الحادي عشر ويوجينيو باتشيلي، بيوس الثاني عشر المستقبلي، من الاشتراكية القومية، أي إدانة بلغت ذروتها مع الريسالة منشور البابا الكنيسة والرايخ الألماني التي تهاجم علانية أيديولوجية الرايخ الثالث. بيوس الحادي عشر وأوجينيو باتشيلي، اللذان حاولا في البداية تغيير آراء هودال، أوقفا كل الاتصالات معه بعد فشل عدة اجتماعات. في مذكراته بعد وفاته،  يتذكر هديل بمرارة أيضًا ما يعتقد أنه نقص في دعم الكرسي الرسولي للنضال ضد البلشفية والكتلة الشرقية الإلحادية. يشهد على أنه تلقى انتقادات شديدة للنظام النازي عدة مرات من دبلوماسيي الفاتيكان تحت حكم بيوس الثاني عشر، بدلاً من الدعم المأمول. وبالمثل، سرعان ما تجمد صعود هديل في الفاتيكان: عزل في كليته، وانتهى به الأمر بالاستقالة عام 1947 ، بل وطُرد من روما.
وفقًا لمارك آرونز وجون لوفتوس، في كتابهما Unholy Trinity  ، فإن هودال هو أول رجل دين كاثوليكي كرس نفسه لإنشاء شبكات تهريب. يزعمون أنه قدم للمستفيدين أموالاً لمساعدتهم على الهروب، وبشكل أكثر حسمًا، قدموا وثائق مزورة بما في ذلك أوراق الهوية الصادرة عن منظمة الفاتيكان للاجئين، اللجنة البابوية للمساعدة.
إذا لم تكن هذه الوثائق جوازات سفر فعلاً ولم تكن كافية في حد ذاتها للسماح برحلة عبر المحيط الأطلسي، فإنها مع ذلك تشكل الخطوة الأولى في البحث عن الوثائق. على وجه الخصوص، كان من الممكن استخدامها للحصول على جواز سفر للأشخاص النازحين من اللجنة الدولية للصليب الأحمر، وهي وثيقة مكّنت لاحقًا من الحصول على تأشيرات، دون أن تقوم لجنة الصليب الأحمر بفحص معقولية جوازات السفر التي يحملها نظريًا. وفقًا للمعلومات التي جمعتها جيتا سيريني من مسؤول كبير في الفرع الروماني في جمهورية الصين الشعبية  ، يستخدم هودال أيضًا منصبه كأسقفًا ليطلب أوراقًا من جمهورية الصين الشعبية «أنشئت وفقا لمواصفاتها». كما أبلغت مصادر سيريني عن الاتجار غير المشروع النشط بوثائق الصليب الاحمر المسروقة أو المزورة في روما في هذا الوقت.
وفقًا لتقارير المخابرات الأمريكية التي رفعت عنها السرية، لم يكن هودل رجل الدين الوحيد الذي قدم المساعدة للنازيين خلال هذا الوقت. في تقرير La Vista الذي تم رفع السرية عنه لعام 1984 ، يوضح عميل Counter Intelligence Corps فينسينت لافيستا كيف رتب بسهولة لاثنين من اللاجئين المجريين المزيفين للحصول على وثائق المحكمة الجنائية الدولية المزورة من خلال رسالة كتبها الأب جوزيف جالوف، الذي كان يدير جمعية خيرية مدعومة من الفاتيكان للاجئين المجريين. والذي لم يطرح أي أسئلة لكتابة «جهة اتصال شخصية إلى الصليب الأحمر، الذي أصدر جوازات السفر بعد ذلك  «

### قطاع سان جيرولامو
وفقًا لـ Aarons and Loftus ، فإن العمليات الخاصة لـ هودال على نطاق صغير مقارنة بما يلي. يتم تشغيل خط الأنابيب الرئيسي للتسلل الروماني من قبل شبكة صغيرة ولكن مؤثرة من الكهنة الكرواتيين الذين ينتمون إلى الرهبنة الفرنسيسكان، تحت قيادة الأب كرونوسلاف دراغانوفيتش. هذا الأخير هو منظم لقطاع متطور للغاية، يقع مقره الرئيسي في مدرسة Saint-Jérôme-des-Illyriens في روما، ولكن له روابط من النمسا إلى نقطة الانطلاق الأخيرة. في جنوة. في البداية، ركزت الشبكة على مساعدة أعضاء حركة أوستاشي الكرواتية الفاشية، حركة الديكتاتور أنتي بافليتش، حليف دول المحور خلال الحرب العالمية الثانية 
يحدد آرونز ولوفتوس أن الكهنة الناشطين في هذه السلسلة يشملون الأخ فيليم سيسيلجا، النائب العسكري السابق المعار إلى أوستاشي، ومقره في النمسا حيث ظل العديد من اللاجئين النازيين والأوستاشي مختبئين، الأخ دراغوتين كامبر، ومقره في سان جيرولامو؛ الأخ دومينيك مانديتش، الذي قيل أنه كان ممثلاً رسمياً للفاتيكان في سان جيرولامو وأيضاً " خبير اقتصادي عام أو أمين صندوق الرهبنة الفرنسيسكانية - يدعي آرونز ولوفتوس أنه أكد هذا الموقف لوضع المطبعة الفرنسيسكانية تحت تصرف الشبكة، والمونسينيور كارلو بترانوفيتش، ومقرها جنوة.
اتصل سيسيليا بالذين يختبئون في النمسا وساعدهم في عبور الحدود الإيطالية؛ وجدهم كامبر ومانديك ودراغانوفيتش مكانًا لهم، غالبًا في الدير نفسه، بينما كانوا يهتمون بجمع الأوراق اللازمة. ؛ أخيرًا، اتصل دراجانوفيتش هاتفيًا ببيترانوفيتش في جنوة ليخبره بعدد الأرصفة المطلوبة على القوارب المغادرة إلى أمريكا الجنوبية (انظر أدناه للعملية في الطرف الجنوبي للقارة).
كانت عمليات شبكة دراغانوفيتش سرا مكشوفا داخل مجتمع الاستخبارات والدوائر الدبلوماسية في روما. في أغسطس 1945، كان قادة الحلفاء في روما يسألون عن استخدام سان جيرولامو كمأوى لأوستاشي. بعد عام، صدر تقرير وزارة الخارجية الأمريكية مؤرخ12 يوليو 1946 قدم قائمة بتسعة مجرمي حرب، من بينهم ألبان ومونتينيغرين وكروات وغيرهم. التي لم يتم إيواؤها فعليًا بواسطة Collegium Illiricum (أي. San Girolamo degli Illirici)، لكنها تتمتع بدعم وحماية الكنيسة». وفي فبراير 1947، أفاد العميل الخاص لـ صليب الأحمر روبرت كلايتون مود أن عشرة أعضاء من حكومة بافيليتش أوستاشي عاشوا إما في سان جيرولامو أو في الفاتيكان نفسها. كان قد تسلل إلى وكيل داخل الدير واكد انه «مليئة بخلايا متعاونين أوستاشي» تحرسها «الشباب في السلاح». كما ذكرت مود:
" وثبت كذلك أن هؤلاء الكروات يسافرون من وإلى الفاتيكان عدة مرات في الأسبوع في سيارة يقودها سائق تحمل لوحة ترخيصها الأحرف الأولى من القرص المضغوط، "Corpo Diplomatico ". تنقل المركبة ركابها في الفاتيكان وتتركهم داخل دير سان جيرونيمو. بسبب الحصانة الدبلوماسية فإنه من المستحيل إيقاف هذه السيارة والتحقق من ركابها. ».
اعترف مؤرخ الفاتيكان الراهب روبرت جراهام بوجود شبكة دراغانوفيتش، الذي أخبر آرونز ولوفتوس: «ليس لدي أدنى شك في أن دراغانوفيتش كان نشطًا للغاية في طرد أصدقائه الكرواتيين من أوستاشي». أصر غراهام، مع ذلك، على أنه لم تتم الموافقة عليه رسميًا من قبل رؤسائه: «حقيقة كونه كاهنًا لا تعني أنه يمثل الفاتيكان. كانت عمليته».

### تورط أجهزة المخابرات الأمريكية
إذا كان ضباط المخابرات الأمريكية في البداية مجرد مراقبين لشبكة دراغانوفيتش، فقد تغير هذا الوضع منذ صيف عام 1947. تقرير من المخابرات للجيش الأمريكي تم إعداده في عام 1950 وتم رفع السرية عنه الآن كتبه «مسؤول العمليات في البكالوريا الدولية» بول ليون من دائرة المخابرات المركزية 430، يروي بالتفصيل تاريخ عمليات التهريب خلال السنوات الثلاث الماضية. كان هذا هو نفس الفيلق 430  من فيلق الاستخبارات المضادة لصليب الأحمر، ومقره في النمسا، والذي استخدم بعض مجرمي الحرب، بما في ذلك الفلمنكي إس إس روبرت جان فيربيلن.. وكان الأخير هو من قام بتجنيد ضابط نازي سابق رفيع المستوى مسؤول عن تزوير الأختام الإقليمية المطلوبة لأوراق الهوية.
وفقًا لهذا التقرير، منذ هذه اللحظة، بدأت القوات المسلحة الأمريكية نفسها في استخدام شبكة دراغانوفيتش لإجلاء زوارها. كما يشير التقرير، كان هؤلاء "  زوارًا كانوا في عهدة 430 من وزارة الجنسية والهجرة وخضعوا للعمليات المنصوص عليها في المبادئ التوجيهية واللوائح المعمول بها والذين شكل استمرار إقامتهم في النمسا تهديدًا أمنيًا وكذلك مصدرًا محتملًا للإحراج للجنرال. قيادة القوات الأمريكية في النمسا، لأن القيادة السوفيتية علمت بوجودها في منطقة الاحتلال الأمريكية في النمسا، وفي بعض الحالات طلبت تسليم هؤلاء الأشخاص إلى عهدة السلطات السوفيتية  ".
هذا يعني أنهم كانوا مجرمي حرب أو خونة من مناطق احتلها الجيش الأحمر - من الناحية القانونية، كانت القوات الأمريكية مطالبة بتسليمهم إلى السوفييت لمحاكمتهم. تضمن الترتيب مع Draganovic جلب الزوار إلى روما - «تعامل Draganovic مع جميع مراحل العملية بعد وصول الأشخاص إلى روما، مثل تقديم الوثائق والتأشيرات والطوابع الإيطالية والأمريكية الجنوبية وترتيب السفر براً أو بحراً». استخدمت أجهزة المخابرات الأمريكية هذه الأساليب لوضع أيديها على علماء نازيين مهمين أو استراتيجيين عسكريين، بقدر ما لم يطالبهم الاتحاد السوفيتي بعد، لصالح مراكز العلوم الخاصة بهم، العسكرية في الولايات المتحدة.عملية مشبك الورق .

## في مصر وسوريا
بعد الحرب، انتقل الآلاف  من الاشتراكيين الوطنيين إلى العراق وسوريا وخاصة مصر بين عامي 1948 و 1951 حيث قاموا بأنشطة تتعلق بالسياسة والأمن  .
في عام 1967، وصف المؤرخ كورت تاوبر الوضع في مصر في عهد عبد الناصر: «... بالإضافة إلى هدايا الجستابو وقوات الأمن الخاصة، كانت هناك أيضًا حاجة كبيرة لمهارات أخرى على نهر النيل. قيل لنا أن المجندين السابقين لجوبلز، في البداية تحت إشراف الراحل يوهان فون ليرز، تلعب دورًا مهمًا في جهاز الدعاية الخاص بناصر المعاد لليهود والصهيونية. في هذا الصدد، نسمع أسماء Werner Witschale و Baron von Harder و Hans Appler و Franz Buensche. لكن الماضي كعميل لـ Gestapo و SS وخدمات التجسس لا يمنع الوصول إلى وظائف جذابة في وزارة الدعاية المصرية. والتر بولمان، الرئيس النازي لخدمات التجسس في بريطانيا قبل الحرب، وقائد قوات الأمن الخاصة لاحقًا، خدم في عمليات مناهضة لحرب العصابات واليهود في أوكرانيا؛ لويس هايدن، ضابط قوات الأمن الخاصة الذي تم نقله إلى المكتب الصحفي المصري أثناء الحرب، وفرانز بارتيل،» مقاتل قديم«وضابط في الجستابو؛ فيرنر بيرجيل، ضابط قوات الأمن الخاصة من لايبزيغ؛ ألبرت تيلمان، قائد قوات الأمن الخاصة في بوهيميا؛ إريك بونز، رائد في SA وخبير في المسألة اليهودية؛ وكابتن القوات الخاصة فيلهلم بويكلر، الذين شاركوا في تصفية غيتو وارسو - يشتهرون جميعًا بالمشاركة في الدعاية المعادية لليهود لناصر ...»
إن حالة يوهان فون ليرز نموذجية في هذا الصدد. عضو قيادي في NSDAP في نهاية عام 1929، العقيد SS ، محرر Der Angriff ، مؤلف العديد من الدراسات الأنثروبولوجية، كان الأستاذ الجامعي Von Leers متعاونًا وثيقًا مع Joseph Goebbels ، الذي عهد إليه بتوجيه Nordische Welt ، وهو عضو في جمعية عصور ما قبل التاريخ الجرمانية و Protohistory. بعد ثمانية عشر شهرًا من الاعتقال في Anglo-American Lager ، تمكن Von Leers من الفرار إلى الأرجنتين، حيث كان يدير صحيفة باللغة الألمانية. عندما سقط بيرون، لجأ إلى مصر حيث اعتنق الإسلام واتخذ اسم عمر أمين. نظم فون ليرز في القاهرة معهد البحوث الصهيونية، أجرى برامج إذاعية تم الاستماع إليها في جميع أنحاء العالم العربي، وتولى مسؤولية مجموعة كبيرة من النصوص الإسلامية الموجهة للجمهور الألماني وأعطى الحياة لمختلف المبادرات التحريرية والدعاية  . في مصر، أصبح فون ليرز صديقًا مقربًا لمفتي القدس السابق محمد الحاج أمين الحسيني  .
ومن بين أولئك الذين أصبحوا مسلمين وتقلدوا مناصب على مستوى معين في الدولة المصرية: يواكيم دايوملينج ، الرئيس السابق لجستابو دوسلدورف ، الذي أعاد تنظيم قوة الشرطة في مصر تحت قيادة أوتو سكورزيني   . وليم بويكلر (عبد الكريم) نقيب سابق في الجستابو ، شغل منصبًا في خدمة المعلومات ؛ قائد القوات الخاصة السابق فيلهلم بيرنر الذي درب الفدائيين الفلسطينيين. SS-Gruppenführer A Moser (حسن سليمان)، الذي شغل منصب مدرب عسكري ؛ القائد السابق للحارس الشخصي لهتلر ليوبولد جليم (الناصر)، الذي ذهب لتدريب المديرين التنفيذيين للأجهزة الأمنية ؛ لويس هايدن (الحاج) عضو سابق في جهاز الأمن المركزي للرايخ.كفاحي في اللغة العربية  .

## الأرجنتين
يقول خوان بيرون ، رئيس الأرجنتين ، عن محاكم نورمبرغ التي تحاكم مجرمي الحرب النازيين   : «في ذلك الوقت ، كان هناك شيء ما يحدث في نورمبرغ اعتبرته شخصيًا وصمة عار ودرسًا مؤسفًا لمستقبل البشرية. لقد اكتسبت اليقين من أن الشعب الأرجنتيني اعتبر أيضًا محاكمة نورمبرغ وصمة عار لا يليق بها المنتصرون الذين تصرفوا وكأنهم لم ينتصروا. الآن ندرك أن [الحلفاء] يستحقون خسارة الحرب».
على الجانب الآخر من المحيط الأطلسي ، استقبل الأشخاص الذين هربوا عن طريق الشبكات ترحيبا حارا في الأرجنتين خوان بيرون. في كتابه عام 2002، The Real Odessa  ، استخدم الصحفي الاستقصائي الأرجنتيني Uki Goñi إمكانية وصول جديدة إلى أرشيفات البلاد لإثبات أن الدبلوماسيين وضباط المخابرات الأرجنتينيون ، بتعليمات من بيرون ، شجعوا بشدة مجرمي الحرب النازيين والفاشيين على الاستقرار في الأرجنتين. وفقًا لغوني ، لم يقصر الأرجنتينيون أنفسهم على التعاون مع شبكة دراغانوفيتش ، ولكن بمبادرتهم الخاصة ، خلقوا تيارات أخرى منها في جميع أنحاء الدول الاسكندنافية .وسويسرا وبلجيكا . _ _
وفقًا لغوني ، تعرضت الأرجنتين لأول مرة للخطر في إيواء النازيين في يناير 1946 عندما سافر الأسقف الأرجنتيني أنطونيو كاجيانو ، أسقف روزاريو ورئيس الفرع الأرجنتيني للعمل الكاثوليكي مع الأسقف أوجستين باريير متجهًا إلى روما حيث كان من المقرر أن يصبح كاجيانو كاردينالًا . أثناء إقامته في روما ، التقى الأسقف الأرجنتيني بالكاردينال الفرنسي أوجين تيسران ، الذي نقل إليه رسالة (مسجلة في الأرشيف الدبلوماسي الأرجنتيني) تفيد بأن«أرادت حكومة جمهورية الأرجنتين الترحيب بالفرنسيين الذين قد يعرضهم موقفهم السياسي خلال الحرب الأخيرة ، إذا عادوا إلى فرنسا ، لأعمال انتقامية قاسية وأعمال انتقامية خاصة».
كما ساعد هانز أولريش رودل ، وهو طيار سابق لطائرة Luftwaffe ، هاجر إلى الأرجنتين في عام 1948، المجرمين النازيين على الاستقرار في الأرجنتين.
في ربيع عام 1946، هاجر عدد من مجرمي الحرب الفرنسيين والفاشيين والمسؤولين في حكومة فيشي من إيطاليا إلى الأرجنتين عبر نفس القناة: زودهم المكتب الروماني لجمهورية الصين الشعبية بجوازات سفر ؛ ثم تمت تغطية هذه الأخيرة بالتأشيرات السياحية الأرجنتينية (تم التخلي عن الحاجة إلى تقديم الشهادات الصحية وتذاكر العودة بفضل توصيات Caggiano). أول حالة موثقة لرجل فرنسي وصل إلى بوينس آيرس للفرار من التطهير في التحرير في فرنسا هي قضية إميل ديويتين ، المتهم بالاستخبارات مع العدو و «تقويض الأمن الخارجي للدولة». سافر بالدرجة الأولى على متن نفس السفينة التي أعادت الكاردينال  إلى
بعد فترة وجيزة ، وفقًا لغوني ، أصبح إيواء الأرجنتين للنازيين مؤسسيًا عندما عينت الحكومة الجديدة لبيرون عالم الأنثروبولوجيا المعاد للسامية سانتياغو بيرالتا كمفوض للهجرة وعميل Ribbentrop السابق لودفيج فرويد  رئيسًا لمخابراتها. يقول غوني إن الرجلين أسسا بعد ذلك خدمة إنقاذ مكونة من عملاء المخابرات السرية ومستشاري الهجرة ، وكثير منهم كانوا أنفسهم مجرمي حرب أوروبيين ، ويحملون الجنسية الأرجنتينية ويعملون في البلاد  .
ومن بين الذين استفادوا من هذه الشبكة:
- إريك بريبك (وصل عام 1947)
- جوزيف منجل (وصل عام 1949)
- Adolf Eichmann (وصل عام 1950)
- النمساوي راينهارد سبيتزي
- تشارلز ليسكات ، محرر أنا في كل مكان
- اس اس لودفيج لينهاردت
- لودفيج فرويد  (دي) وابنه رودولفو فرويد ، الذي أصبح مسؤولاً عن أجهزة استخبارات بيرون خلال رئاسته الأولى
- كلاوس باربي
- زعيم الكرواتي Ustashi Ante Pavelić
- رئيس الوزراء السابق ليوغوسلافيا المحتلة ميلان ستويادينوفيتش
- جاك دي ماهيو ، الذي أصبح منظرا عنصريا للبيرونية
- البلجيكي بيير داي ، الذي أصبح ناشرًا لإحدى الصحف البيرونية
- ستانكو كوسيبر ، ربيب ليون روبنيك السلوفيني .

فيمارس 2015يعتقد باحثون من جامعة بوينس آيرس أنهم اكتشفوا ملجأ نازي في الأرجنتين. هذه ثلاثة مبانٍ مدمرة بجدران عرضها ثلاثة أمتار كانت ستأوي النازيين الفارين بعد الحرب العالمية الثانية. يقع في حديقة Teyu Cuaré ، بالقرب من الحدود مع باراغواي (مكان استراتيجي يمكن من خلاله عبور البلاد بسرعة)، تم العثور على عملات معدنية ألمانية من بداية القرن العشرين هناك. القرن وأدوات المائدة الجرمانية. قال مدير مركز الآثار الحضرية بالجامعة: «على ما يبدو في منتصف الطريق خلال الحرب العالمية الثانية ، [...] دبرت صناعة الطائرات النازية خطة سرية لبناء ملاجئ للسماح لكبار القادة النازيين بالاختباء بعد الهزيمة ، في أماكن يتعذر الوصول إليها ، في الوسط من الصحراء ، في جبل ، بالقرب من منحدر أو في وسط الغابة مثل هنا». ومع ذلك ، يعتقد علماء الآثار أن النازيين لم يسكنوا هذا الملجأ ، بعد أن لاحظوا عند وصولهم أنه يمكنهم العيش في الأرجنتين دون الاختباء  .
في عام 2020، اكتشف مركز Simon-Wiesenthal كتيبة من 12000 نازي سابق في الأرجنتين عبر حسابات Credit Suisse المقدرة بـ 35 مليار يورو ، بعد نهب عائلات يهودية  .

## أوديسا
لم يتم تأكيد وجود الشبكات الإيطالية والأرجنتينية إلا مؤخرًا نسبيًا ، وذلك بشكل أساسي بعد البحث الذي تم إجراؤه في الأرشيفات التي رفعت عنها السرية. حتى عمل آرونز ولوفتوس وأوكي غوني (2002)، كان من المقبول عمومًا أن النازيين السابقين أنفسهم ، المنظمين في شبكات سرية ، قد استغلوا طرق الهروب وحدهم. أشهر هؤلاء الموتى هو ODESSA (منظمة أعضاء SS السابقين)، التي تأسست عام 1946 وفقًا لسيمون Wiesenthal ، والتي شملت SS- Obersturmbannführer Otto Skorzeny و Sturmbannführer Alfred Naujocks وفي الأرجنتين ، كما يقال ، رودولفو فرويد. الويس برونر، القائد السابق لمعسكر اعتقال درانسي بالقرب من باريس ، كان من الممكن أن يهرب إلى روما ثم إلى سوريا بفضل أوديسا الذي لم يكن على اتصال به في الدولة العربية يوهان فون ليرز ، الملقب عمر أمين ، نائب جوزيف جوبلز  .
ادعى الأشخاص الذين زعموا أنهم يمثلون أوديسا مسؤوليتهم في مذكرة عن تفجير السيارة المفخخة في9 يوليو 1979في فرنسا ضد الصيادين النازيين سيرج وبيتي كلارسفيلد . وفقًا لبول مانينغ (1980)، «في النهاية ، وصل أكثر من 10000 جندي ألماني سابق إلى أمريكا الجنوبية باستخدام القنوات التي أنشأتها ODESSA و Deutsche Hilfsverein ...».
سيمون ويزنتال ، الذي نصح فريدريك فورسيث بشأن رواية وسيناريو ملف أوديسا ، الذي لفت الانتباه إلى الاسم ، يعطي أيضًا أسماء ملفات التسلل النازية الأخرى مثل Spinne (العنكبوت) و Sechsgestim (كوكبة الستة). يصف Wiesenthal هذه الخلايا مباشرة بعد الحرب على أنها خلايا نازية مقرها النمسا حيث انسحب العديد من النازيين وذهبوا تحت الأرض. ادعى Wiesenthal أن شبكة ODESSA وجهت الهاربين إلى القنوات الكاثوليكية في روما (على الرغم من أنه يذكر فقط Hudal وليس Draganovic) أو طريقًا آخر عبر فرنسا إلى إسبانيا Francoist .
وبحسب ما ورد كانت أوديسا مدعومة من شبكة Gehlen Org ، التي وظفت العديد من أعضاء الحزب النازي السابقين وكان يقودها راينهارد جيلين ، ضابط استخبارات عسكري ألماني سابق ، على الرغم من أن Gehlen ، مثل Canaris ، كان شخصياً معادياً للنازية استمع)) تم توظيفه بعد الحرب من قبل وكالة المخابرات المركزية . أصبحت شبكة Gehlen Org جوهر وكالة المخابرات الألمانية BND ، برئاسة راينهارد جيهلين منذ إنشائها في عام 1956 حتى عام 1968. إلى جانب شبكة Gehlen Org ، نظمت وكالة المخابرات المركزية بشكل متوازٍ وشبكات البقاء في ألمانيا. تم تسريب وثائق وكالة المخابرات المركزية في عام 2006 بعد قانون الإفصاح عن جرائم الحرب النازية لعام 1998أظهر أن وكالة المخابرات المركزية نظمت شبكات من العملاء الألمان بين عامي 1949 و 1955  .
في عام 1952، كشف ضابط قوات الأمن الخاصة السابق هانز أوتو للشرطة الجنائية في فرانكفورت عن وجود الجيش الألماني الفاشي Stay-behind BDJ-TD. تم العثور على متطرفين اليمينيين المعتقلين غير مذنبين في ظل ظروف غامضة.
إحدى شبكات البقاء خلفها كان فيها الرقيب هاينريش هوفمان واللفتنانت كولونيل هانز روز كعضوين ، وشبكة أخرى ، تحمل الاسم الرمزي كيبيتز -15، كان يقودها اللفتنانت كولونيل والتر كوب  ، وهو ضابط عسكري سابق. النازية «. فيأبريل 1953في مذكرة مسربة عام 2006، كتب مقر وكالة المخابرات المركزية:» الغضب الذي يتصاعد حاليًا في ألمانيا الغربية بسبب عودة ظهور الجماعات النازية أو النازية الجديدة هو مثال جيد - على نطاق صغير - لما سنواجهه «. وبالتالي تم تفكيك بعض هذه الشبكات. أثبتت هذه الوثائق أن النازيين السابقين كانوا فشلًا استخباراتيًا كاملاً. وفقًا لتيموثي نفتالي ، مؤرخ جامعة فيرجينيا الذي راجع الوثائق المسربة من ذلك الوقت ،» تُظهر السجلات مطولًا أن هؤلاء الأشخاص تسببوا في مشاكل أكثر مما كانوا يحلونها. تصرف النازيون غير التائبين لحسابهم الخاص واستخدموا افتقار الغرب إلى المعلومات حول الاتحاد السوفيتي لاستغلاله لتحقيق NARA 's American Archives Serviceذكر نفسه في بيان صدر عام 2002 بشأن تجنيد راينهارد جيهلين للنازيين السابقين أنه «بصرف النظر عن المشاكل المحرجة أخلاقياً التي ينطوي عليها الأمر ، فتحت عمليات التجنيد هذه حكومة ألمانيا الغربية ، وبالتالي الولايات المتحدة ، لاختراق أجهزة المخابرات السوفيتية».
هانز غلوبك ، الذي عمل مع أدولف أيخمان في وزارة الشؤون اليهودية وساعد في صياغة قوانين نورمبرغ ، أصبح مستشار الأمن القومي للمستشار كونراد أديناور في الستينيات و "كان الرابط الرئيسي لوكالة المخابرات المركزية و" الناتو "وفقًا لـ الجارديان  . _ أرسلت مذكرة فيمارس 1958حددت وكالة المخابرات المركزية الألمانية (BND) أن أدولف أيخمان "يبدو أنه عاش في الأرجنتين تحت اسم كليمنس منذ عام 1952". ومع ذلك ، لم تنقل وكالة المخابرات المركزية هذه المعلومات إلى الموساد الإسرائيلي ، خوفًا من الكشف عن استخدامها للنازيين السابقين لأغراض استخبارية - أيخمان ، الذي كان مسؤولًا عن قسم الشؤون اليهودية ، اختطفه الموساد بعد ذلك بعامين. من بين المعلومات التي كان من الممكن أن يكشف عنها أيخمان تلك المتعلقة بهانس جلوبك ، ضابط اتصال وكالة المخابرات المركزية في ألمانيا. بناء على طلب بون ، أقنعت وكالة المخابرات المركزية مجلة Life بحذف جميع الإشارات إلى للتو من عائلته .
كانت هناك اتهامات بالتواطؤ أو الدعم النشط من قبل العديد من الحكومات في شبكات التهريب. وهكذا اتُهمت الولايات المتحدة بأنها ساعدت ، من خلال وسيط وكالة المخابرات المركزية ، العلماء والضباط النازيين في الحصول على ملاذ آمن.

### اتهامات ضد الفاتيكان
ومن المسلم به أن قساوسة وأساقفة كاثوليك ، ولا سيما هودال ودراغانوفيتش ، شاركوا بنشاط في تسلل مجرمي الحرب المطلوبين باستخدام شبكة الأديرة والمعاهد الدينية. ما هو مطروح للنقاش هو مدى معاقبة أفعالهم من قبل رؤسائهم داخل الكنيسة الكاثوليكية.

كجزء من وظيفته كزائر رسولي للكروات المسجونين ، كان دراغانوفيتش يعتمد في التسلسل الهرمي على الأسقف جيوفاني باتيستا مونتيني ، في ذلك الوقت السكرتير المسؤول عن الشؤون الاستثنائية في أمانة دولة الفاتيكان والذي انضم لاحقًا إلى البابوية تحت اسم بولس السادس . ظهرت بعض الشهادات التي تشير إلى أن مونتيني على علم بأفعال دراجانوفيتش ووافقت عليها مؤخرًا في محكمة سان فرانسيسكو حيث لا تزال دعوى قضائية جماعية من قبل الناجين من الهولوكوست ضد بنك الفاتيكان معلقة (مايو 2007). أحد الشهود في هذه القضية هو ويليام جوين ، عميل استخبارات سابق بالجيش الأمريكي كان مقره في روما في السنوات التي أعقبت الحرب والمكلف بالتحقيق في شبكة دراغانوفيتش. لم تُنشر شهادته رسمياً ، لكن حصلت صحيفة «هآرتس» الإسرائيلية على نسخة منهاكانون الثاني (يناير) 2006مقال يتهم مونتيني بناء على أدلة جوين  . وبحسب مقال هآرتس:
قال جوين: «أنا شخصياً حققت مع دراغانوفيتش الذي أخبرني أنه أبلغ مونتيني». وذكر الأخير أن مونتيني علم في وقت ما ، على ما يبدو ، من رئيس مكتب OSS في روما ، جيمس أنجلتون ، الذي كان له علاقات مع مونتيني والفاتيكان ، بشأن البحث الذي أجراه غوين. اشتكى مونتيني من جوين لرؤسائه واتهمه بانتهاك حصانة الفاتيكان من خلال الدخول والتحقيق في المباني المملوكة للكنيسة ، مثل الكلية الكرواتية. كان الغرض من هذه الشكوى عرقلة التحقيق. في شهادته ، ذكر جوين أيضًا أن دراغانوفيتش ساعد الأوستاشي في غسل الكنوز المسروقة بمساعدة بنك الفاتيكان . : تم استخدام هذا المال لدعم أنشطته الدينية ماديًا ، ولكن أيضًا لتوفير الأموال لتسلل قادة الأوستاشي عبر الشبكة  . »
لكن المحققين والمؤرخين الآخرين لديهم رأي مخالف. وهكذا ، فإن لجنة CEANA ، وهي لجنة تاريخية للتحقيق في أنشطة النازية في الأرجنتين ، تخلص على العكس من ذلك إلى أن وجهاء الفاتيكان لم يشجعوا أبدًا عمليات التهريب هذه. كما قدمت رسالة من مونتيني يظهر فيها نفسه مستاءً من اقتراح المطران هودال بمنح اللجوء لقوات الأمن الخاصة أو الفيرماخت السابق. وفقًا لهذه الأعمال ، كانت الكنيسة الكاثوليكية ببساطة ، مثل الصليب الأحمر ، غارقة في التدفقات الهائلة للاجئين بحيث كان بإمكانها فقط إجراء تحقيقات موجزة ، وتجاوزها بسهولة كبار الشخصيات النازية السابقة. كان العديد من الجواسيس السوفييت قد استفادوا من نفس «القطاع».